# Campionato europeo maschile di pallacanestro Under-16 2016
Il 30º Campionato europeo di pallacanestro maschile Under-16 (noto anche come FIBA Europe Under-16 Championship 2016) si è svolto in Polonia, presso Radom, dal 12 al 20 agosto 2016.

## Squadre partecipanti
- Bosnia ed Erzegovina
- Croazia
- Estonia  (Division B 2015)
- Finlandia
- Francia
- Germania
- Grecia
- Italia

- Lettonia
- Lituania
- Montenegro
- Polonia  (Division B 2015)
- Serbia
- Spagna
- Svezia (Division B 2015)
- Turchia

## Primo turno
Le squadre sono divise in 4 gruppi da 4 squadre, con gironi all'italiana. Si qualificano tutte per la fase finale ad eliminazione diretta.

### Gruppo A
| Pos | Squadra  | G | V | P | PF  | PS  | DP  | Pt | Qualificazione       |
| --- | -------- | - | - | - | --- | --- | --- | -- | -------------------- |
| 1   | Spagna   | 3 | 3 | 0 | 241 | 184 | +57 | 6  | Sedicesimi di finale |
| 2   | Italia   | 3 | 1 | 2 | 223 | 199 | +24 | 4  | Sedicesimi di finale |
| 3   | Lettonia | 3 | 1 | 2 | 216 | 230 | −14 | 4  | Sedicesimi di finale |
| 4   | Svezia   | 3 | 1 | 2 | 168 | 235 | −67 | 4  | Sedicesimi di finale |

| Giorno    | Squadra 1 | Risultato | Squadra 2 |
| --------- | --------- | --------- | --------- |
| 12 agosto | Italia    | 71 – 79   | Lettonia  |
| 12 agosto | Spagna    | 80 – 50   | Svezia    |
| 13 agosto | Svezia    | 50 – 89   | Italia    |
| 13 agosto | Lettonia  | 71 – 91   | Spagna    |
| 15 agosto | Spagna    | 70 – 63   | Italia    |
| 15 agosto | Svezia    | 68 – 66   | Lettonia  |

### Gruppo B
| Pos | Squadra  | G | V | P | PF  | PS  | DP  | Pt | Qualificazione       |
| --- | -------- | - | - | - | --- | --- | --- | -- | -------------------- |
| 1   | Croazia  | 3 | 2 | 1 | 174 | 148 | +26 | 5  | Sedicesimi di finale |
| 2   | Germania | 3 | 2 | 1 | 197 | 173 | +24 | 5  | Sedicesimi di finale |
| 3   | Turchia  | 3 | 2 | 1 | 187 | 177 | +10 | 5  | Sedicesimi di finale |
| 4   | Polonia  | 3 | 0 | 3 | 155 | 215 | −60 | 3  | Sedicesimi di finale |

| Giorno    | Squadra 1 | Risultato | Squadra 2 |
| --------- | --------- | --------- | --------- |
| 12 agosto | Turchia   | 73 – 49   | Polonia   |
| 12 agosto | Germania  | 41 – 54   | Croazia   |
| 13 agosto | Croazia   | 53 – 59   | Turchia   |
| 13 agosto | Polonia   | 58 – 75   | Germania  |
| 15 agosto | Turchia   | 65 – 71   | Germania  |
| 15 agosto | Polonia   | 48 – 67   | Croazia   |

### Gruppo C
| Pos | Squadra              | G | V | P | PF  | PS  | DP  | Pt | Qualificazione       |
| --- | -------------------- | - | - | - | --- | --- | --- | -- | -------------------- |
| 1   | Francia              | 3 | 1 | 2 | 267 | 182 | +85 | 4  | Sedicesimi di finale |
| 2   | Lituania             | 3 | 3 | 0 | 195 | 210 | −15 | 6  | Sedicesimi di finale |
| 3   | Montenegro           | 3 | 2 | 1 | 175 | 180 | −5  | 5  | Sedicesimi di finale |
| 4   | Bosnia ed Erzegovina | 3 | 0 | 3 | 150 | 215 | −65 | 3  | Sedicesimi di finale |

| Giorno    | Squadra 1            | Risultato | Squadra 2            |
| --------- | -------------------- | --------- | -------------------- |
| 12 agosto | Lituania             | 96 – 46   | Bosnia ed Erzegovina |
| 12 agosto | Francia              | 56 – 59   | Montenegro           |
| 13 agosto | Bosnia ed Erzegovina | 46 – 55   | Francia              |
| 13 agosto | Montenegro           | 72 – 96   | Lituania             |
| 15 agosto | Montenegro           | 64 – 58   | Bosnia ed Erzegovina |
| 15 agosto | Lituania             | 75 – 64   | Francia              |

### Gruppo D
| Pos | Squadra   | G | V | P | PF  | PS  | DP  | Pt | Qualificazione       |
| --- | --------- | - | - | - | --- | --- | --- | -- | -------------------- |
| 1   | Finlandia | 3 | 3 | 0 | 223 | 189 | +34 | 6  | Sedicesimi di finale |
| 2   | Grecia    | 3 | 2 | 1 | 186 | 172 | +14 | 5  | Sedicesimi di finale |
| 3   | Serbia    | 3 | 1 | 2 | 193 | 191 | +2  | 4  | Sedicesimi di finale |
| 4   | Estonia   | 3 | 0 | 3 | 166 | 216 | −50 | 3  | Sedicesimi di finale |

| Giorno    | Squadra 1 | Risultato | Squadra 2 |
| --------- | --------- | --------- | --------- |
| 12 agosto | Grecia    | 67 – 74   | Finlandia |
| 12 agosto | Serbia    | 77 – 62   | Estonia   |
| 13 agosto | Estonia   | 43 – 60   | Grecia    |
| 13 agosto | Finlandia | 70 – 61   | Serbia    |
| 15 agosto | Grecia    | 59 – 55   | Serbia    |
| 15 agosto | Estonia   | 61 – 79   | Finlandia |

## Fase a eliminazione diretta

### Tabellone principale
|  | Ottavi di finale     | Ottavi di finale |          |    | Quarti di finale          | Quarti di finale          |  |  | Semifinali | Semifinali |  |  | Finale | Finale |
|  |                      |                  |          |    |                           |                           |  |  |            |            |  |  |        |        |
|  |                      |                  |          |    |                           |                           |  |  |            |            |  |  |        |        |
|  |                      |                  |          |    |                           |                           |  |  |            |            |  |  |        |        |
|  | Spagna               | 96               |          |    |                           |                           |  |  |            |            |  |  |        |        |
|  | Spagna               | 96               |          |    |                           |                           |  |  |            |            |  |  |        |        |
|  | Polonia              | 67               |          |    |                           |                           |  |  |            |            |  |  |        |        |
|  | Polonia              | 67               | Spagna   | 75 |                           |                           |  |  |            |            |  |  |        |        |
|  |                      |                  | Spagna   | 75 |                           |                           |  |  |            |            |  |  |        |        |
|  |                      | Montenegro       | 55       |    |                           |                           |  |  |            |            |  |  |        |        |
|  | Serbia               | Montenegro       | 55       | 60 |                           |                           |  |  |            |            |  |  |        |        |
|  | Serbia               |                  |          | 60 |                           |                           |  |  |            |            |  |  |        |        |
|  | Montenegro           | 75               |          |    |                           |                           |  |  |            |            |  |  |        |        |
|  | Montenegro           | 75               | Spagna   | 75 |                           |                           |  |  |            |            |  |  |        |        |
|  |                      |                  | Spagna   | 75 |                           |                           |  |  |            |            |  |  |        |        |
|  |                      | Turchia          | 70       |    |                           |                           |  |  |            |            |  |  |        |        |
|  | Turchia              | Turchia          | 70       | 74 |                           |                           |  |  |            |            |  |  |        |        |
|  | Turchia              |                  |          | 74 |                           |                           |  |  |            |            |  |  |        |        |
|  | Lettonia             | 66               |          |    |                           |                           |  |  |            |            |  |  |        |        |
|  | Lettonia             | 66               | Turchia  | 80 |                           |                           |  |  |            |            |  |  |        |        |
|  |                      |                  | Turchia  | 80 |                           |                           |  |  |            |            |  |  |        |        |
|  |                      | Finlandia        | 78       |    |                           |                           |  |  |            |            |  |  |        |        |
|  | Finlandia            | Finlandia        | 78       | 55 |                           |                           |  |  |            |            |  |  |        |        |
|  | Finlandia            |                  |          | 55 |                           |                           |  |  |            |            |  |  |        |        |
|  | Bosnia ed Erzegovina | 38               |          |    |                           |                           |  |  |            |            |  |  |        |        |
|  | Bosnia ed Erzegovina | 38               | Spagna   | 74 |                           |                           |  |  |            |            |  |  |        |        |
|  |                      |                  | Spagna   | 74 |                           |                           |  |  |            |            |  |  |        |        |
|  |                      | Lituania         | 72       |    |                           |                           |  |  |            |            |  |  |        |        |
|  | Italia               | Lituania         | 72       | 86 |                           |                           |  |  |            |            |  |  |        |        |
|  | Italia               |                  |          | 86 |                           |                           |  |  |            |            |  |  |        |        |
|  | Germania             | 57               |          |    |                           |                           |  |  |            |            |  |  |        |        |
|  | Germania             | 57               | Italia   | 67 |                           |                           |  |  |            |            |  |  |        |        |
|  |                      |                  | Italia   | 67 |                           |                           |  |  |            |            |  |  |        |        |
|  |                      | Lituania         | 84       |    |                           |                           |  |  |            |            |  |  |        |        |
|  | Lituania             | Lituania         | 84       | 94 |                           |                           |  |  |            |            |  |  |        |        |
|  | Lituania             |                  |          | 94 |                           |                           |  |  |            |            |  |  |        |        |
|  | Estonia              | 74               |          |    |                           |                           |  |  |            |            |  |  |        |        |
|  | Estonia              | 74               | Lituania | 67 |                           |                           |  |  |            |            |  |  |        |        |
|  |                      |                  | Lituania | 67 |                           |                           |  |  |            |            |  |  |        |        |
|  |                      | Croazia          | 59       |    | Finale per il terzo posto | Finale per il terzo posto |  |  |            |            |  |  |        |        |
|  | Svezia               | Croazia          | 59       | 67 | Finale per il terzo posto | Finale per il terzo posto |  |  |            |            |  |  |        |        |
|  | Svezia               |                  |          | 67 |                           |                           |  |  |            |            |  |  |        |        |
|  | Croazia              | 74               |          |    |                           |                           |  |  |            |            |  |  |        |        |
|  | Croazia              | 74               | Croazia  | 69 | Turchia                   | 77                        |  |  |            |            |  |  |        |        |
|  |                      |                  | Croazia  | 69 | Turchia                   | 77                        |  |  |            |            |  |  |        |        |
|  |                      | Francia          | 52       |    | Croazia                   | 70                        |  |  |            |            |  |  |        |        |
|  | Grecia               | Francia          | 52       | 43 | Croazia                   | 70                        |  |  |            |            |  |  |        |        |
|  | Grecia               |                  |          | 43 |                           |                           |  |  |            |            |  |  |        |        |
|  | Francia              | 59               |          |    |                           |                           |  |  |            |            |  |  |        |        |
|  | Francia              | 59               |          |    |                           |                           |  |  |            |            |  |  |        |        |

### Tabellone per il 5º-8º posto
|  | Semifinali 5º/8º posto | Semifinali 5º/8º posto | Semifinali 5º/8º posto |         |           | Finale 5º posto | Finale 5º posto | Finale 5º posto |  |
|  |                        |                        |                        |         |           |                 |                 |                 |  |
|  | Montenegro             | Montenegro             | 73                     |         |           |                 |                 |                 |  |
|  | Montenegro             | Montenegro             | 73                     |         |           |                 |                 |                 |  |
|  | Finlandia              | Finlandia              | 85                     |         |           |                 |                 |                 |  |
|  | Finlandia              | Finlandia              | 85                     |         | Finlandia | Finlandia       | 79              |                 |  |
|  |                        |                        |                        |         | Finlandia | Finlandia       | 79              |                 |  |
|  |                        |                        | Francia                | Francia | 71        |                 |                 |                 |  |
|  | Italia                 | Italia                 | Francia                | Francia | 71        | 68              |                 |                 |  |
|  | Italia                 | Italia                 |                        |         |           | 68              |                 |                 |  |
|  | Francia                | Francia                | 77                     |         |           | Finale 7º posto | Finale 7º posto | Finale 7º posto |  |
|  | Francia                | Francia                | 77                     |         |           |                 |                 |                 |  |
|  |                        |                        |                        |         |           |                 |                 |                 |  |
|  |                        |                        |                        |         |           | Montenegro      | Montenegro      | 75              |  |
|  |                        |                        |                        |         |           | Montenegro      | Montenegro      | 75              |  |
|  |                        |                        |                        |         |           | Italia          | Italia          | 81              |  |

### Tabellone dal 9º al 16º posto
|  | Quarti di finale 9º/16º posto | Quarti di finale 9º/16º posto |          |        | Semifinali 9º/12º posto | Semifinali 9º/12º posto |  |  | Finale 9º posto | Finale 9º posto |
|  |                               |                               |          |        |                         |                         |  |  |                 |                 |
|  |                               |                               |          |        |                         |                         |  |  |                 |                 |
|  |                               |                               |          |        |                         |                         |  |  |                 |                 |
|  | Polonia                       | 73                            |          |        |                         |                         |  |  |                 |                 |
|  | Polonia                       | 73                            |          |        |                         |                         |  |  |                 |                 |
|  | Serbia                        | 82                            |          |        |                         |                         |  |  |                 |                 |
|  | Serbia                        | 82                            | Serbia   | 82     |                         |                         |  |  |                 |                 |
|  |                               |                               | Serbia   | 82     |                         |                         |  |  |                 |                 |
|  |                               | Lettonia                      | 81       |        |                         |                         |  |  |                 |                 |
|  | Lettonia                      | Lettonia                      | 81       | 87     |                         |                         |  |  |                 |                 |
|  | Lettonia                      |                               |          | 87     |                         |                         |  |  |                 |                 |
|  | Bosnia ed Erzegovina          | 64                            |          |        |                         |                         |  |  |                 |                 |
|  | Bosnia ed Erzegovina          | 64                            | Serbia   | 63     |                         |                         |  |  |                 |                 |
|  |                               |                               | Serbia   | 63     |                         |                         |  |  |                 |                 |
|  |                               | Germania                      | 65       |        |                         |                         |  |  |                 |                 |
|  | Germania                      | Germania                      | 65       | 66     |                         |                         |  |  |                 |                 |
|  | Germania                      |                               |          | 66     |                         |                         |  |  |                 |                 |
|  | Estonia                       | 59                            |          |        |                         |                         |  |  |                 |                 |
|  | Estonia                       | 59                            | Germania | 71     | Finale 11º posto        | Finale 11º posto        |  |  |                 |                 |
|  |                               |                               | Germania | 71     | Finale 11º posto        | Finale 11º posto        |  |  |                 |                 |
|  |                               | Svezia                        | 64       |        |                         |                         |  |  |                 |                 |
|  | Svezia                        | Svezia                        | 64       | 59     | Lettonia                | 65                      |  |  |                 |                 |
|  | Svezia                        |                               |          | 59     | Lettonia                | 65                      |  |  |                 |                 |
|  | Grecia                        | 57                            |          | Svezia | 51                      |                         |  |  |                 |                 |
|  | Grecia                        | 57                            |          |        | 51                      |                         |  |  |                 |                 |
|  |                               |                               |          |        |                         |                         |  |  |                 |                 |
|  |                               |                               |          |        |                         |                         |  |  |                 |                 |

### Tabellone per il 13º-16º posto
|  | Semifinali 13º/16º posto | Semifinali 13º/16º posto | Semifinali 13º/16º posto |         |                      | Finale 13º posto     | Finale 13º posto | Finale 13º posto |  |
|  |                          |                          |                          |         |                      |                      |                  |                  |  |
|  | Polonia                  | Polonia                  | 71                       |         |                      |                      |                  |                  |  |
|  | Polonia                  | Polonia                  | 71                       |         |                      |                      |                  |                  |  |
|  | Bosnia ed Erzegovina     | Bosnia ed Erzegovina     | 75                       |         |                      |                      |                  |                  |  |
|  | Bosnia ed Erzegovina     | Bosnia ed Erzegovina     | 75                       |         | Bosnia ed Erzegovina | Bosnia ed Erzegovina | 59               |                  |  |
|  |                          |                          |                          |         | Bosnia ed Erzegovina | Bosnia ed Erzegovina | 59               |                  |  |
|  |                          |                          | Estonia                  | Estonia | 85                   |                      |                  |                  |  |
|  | Estonia                  | Estonia                  | Estonia                  | Estonia | 85                   | 65                   |                  |                  |  |
|  | Estonia                  | Estonia                  |                          |         |                      | 65                   |                  |                  |  |
|  | Grecia                   | Grecia                   | 59                       |         |                      | Finale 15º posto     | Finale 15º posto | Finale 15º posto |  |
|  | Grecia                   | Grecia                   | 59                       |         |                      |                      |                  |                  |  |
|  |                          |                          |                          |         |                      |                      |                  |                  |  |
|  |                          |                          |                          |         |                      | Polonia              | Polonia          | 85               |  |
|  |                          |                          |                          |         |                      | Polonia              | Polonia          | 85               |  |
|  |                          |                          |                          |         |                      | Grecia               | Grecia           | 74               |  |

#### Finale
| Arbitri: | Emin Mogulkoc Grzegorz Ziemblicki Tomislav Hordov |

|                    |            |                |
| Parra 19           | Punti      | 18 Giedraitis  |
| Alocén, Parra 6    | Assist     | 3 Vaistaras    |
| Garuba, Sola 11    | Rimbalzi   | 10 Vaistaras   |
| David Soria Vaillo | Allenatori | Mantas Sernius |

## Classifica finale
| Campione d'Europa        | Campione d'Europa    | Campione d'Europa |        |
| ------------------------ | -------------------- | ----------------- | ------ |
| Oro                      | Spagna               | Spagna            | Spagna |
| Argento                  | Lituania             |                   |        |
| Bronzo                   | Turchia              |                   |        |
| 4.                       | Croazia              |                   |        |
| 5.                       | Finlandia            |                   |        |
| 6.                       | Francia              |                   |        |
| 7.                       | Italia               |                   |        |
| 8.                       | Montenegro           |                   |        |
| 9.                       | Germania             |                   |        |
| 10.                      | Serbia               |                   |        |
| 11.                      | Lettonia             |                   |        |
| 12.                      | Svezia               |                   |        |
| 13.                      | Estonia              |                   |        |
| Retrocesse in Division B |                      |                   |        |
| 14.                      | Bosnia ed Erzegovina |                   |        |
| 15.                      | Polonia              |                   |        |
| 16.                      | Grecia               |                   |        |

## Statistiche

### Individuali
Punti
| Pos. | Nome             | PPG  |
| ---- | ---------------- | ---- |
| 1    | Marko Pecarski   | 26,6 |
| 2    | Eray Akyuz       | 20,3 |
| 3    | Federico Miaschi | 18,0 |
| 4    | Igor Drobnjak    | 17,7 |
| 4    | Luka Šamanić     | 17,7 |

Rimbalzi
| Pos. | Nome            | RPG  |
| ---- | --------------- | ---- |
| 1    | Marko Pecarski  | 15,9 |
| 2    | Usman Garuba    | 12,4 |
| 3    | Melwin Pantzar  | 12,0 |
| 4    | Luka Šamanić    | 10,4 |
| 5    | Tomas Balciunas | 9,9  |

Assist
| Pos. | Nome             | APG |
| ---- | ---------------- | --- |
| 1    | Carlos Alocén    | 6,4 |
| 2    | Melwin Pantzar   | 5,1 |
| 3    | Mattia Palumbo   | 4,8 |
| 4    | Mihailo Stojanov | 4,7 |
| 5    | Artūrs Žagars    | 4,6 |

Palle rubate
| Pos. | Nome                  | SPG |
| ---- | --------------------- | --- |
| 1    | Dídac Cuevas          | 3,3 |
| 2    | Erik Persson          | 3,0 |
| 3    | Nikolaos Arsenopoulos | 3,0 |
| 4    | Erik Sajantila        | 2,6 |
| 5    | Joël Ayayi            | 2,4 |

Stoppate
| Pos. | Nome               | BPG |
| ---- | ------------------ | --- |
| 1    | Usman Garuba       | 2,9 |
| 1    | Luka Šamanić       | 2,9 |
| 3    | Nikola Žižić       | 1,7 |
| 4    | Laurynas Vaistaras | 1,3 |
| 5    | Szymon Janczak     | 1,1 |

Fonte: (EN) playerstats, in FIBA/Europe.

## Premi
MVP
- Usman Garuba

Miglior quintetto del torneo
- Marko Pecarski
- Eray Akyuz
- Dovydas Giedraitis
- Luka Šamanić
- Usman Garuba